# Universidade de Bowling Green State

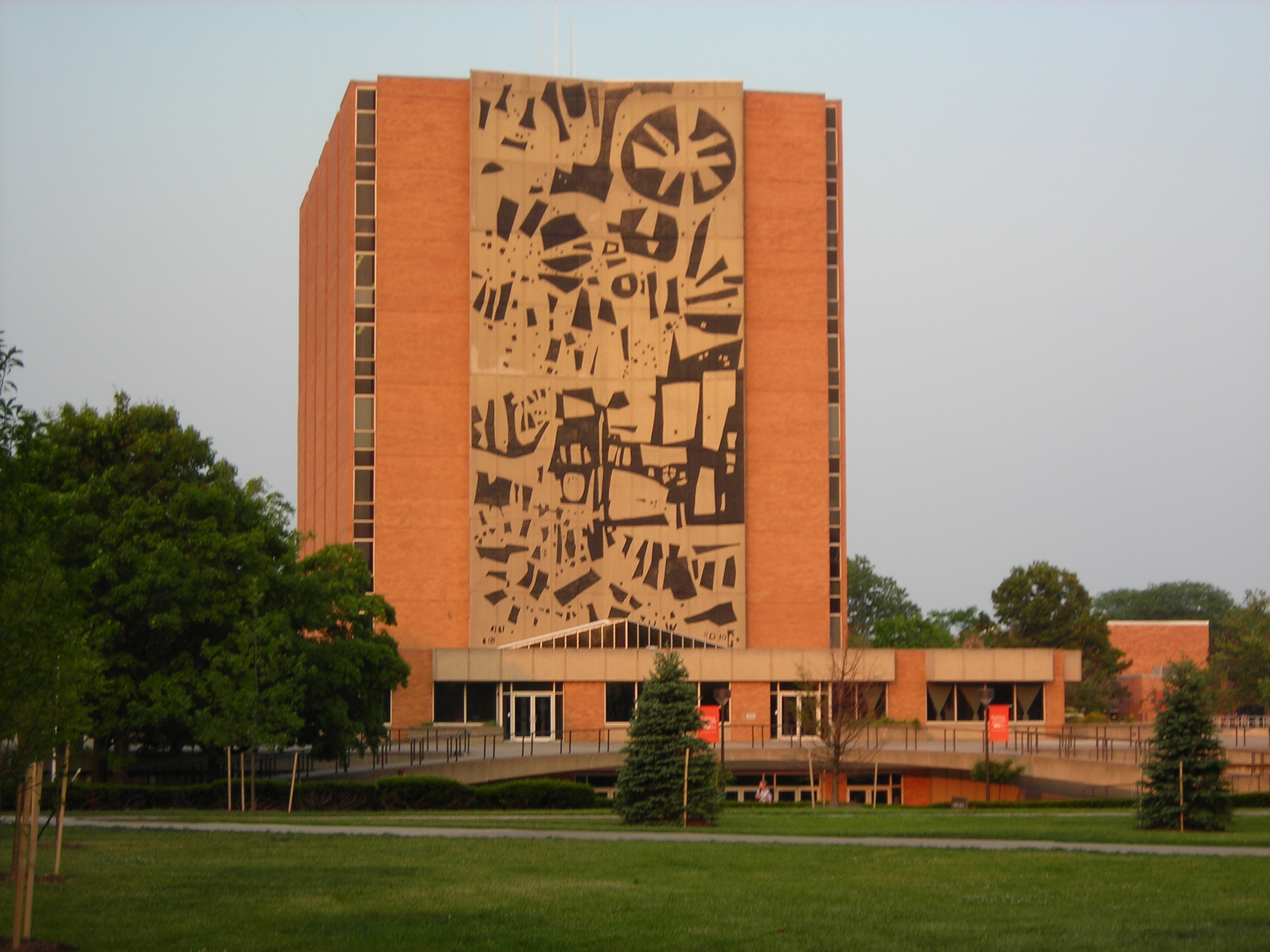
Biblioteca Jerome que fica no campus.

A Universidade de Bowling Green State é  uma universidade pública em Bowling Green, Ohio. A universidade possui, atualmente, cerca de 23,000 estudantes e foi fundada em 1910. O atual presidente da universidade é o Dr. Rodney K. Rogers.

## Desportos
As equipes desportivas da universidade são chamadas de Falcons. Eles têm 7 equipes universitárias para homens e 10 para mulheres, a maioria das quais competem na Conferência da América Central. A equipe masculina de hóquei no gelo joga na Western Collegiate Hockey Association.